# Tomohiko Ikoma
Tomohiko Ikoma (生駒 友彦 Ikoma Tomohiko?,  25 de agosto de 1932 en Hyogo - 27 de abril de 2009 en Hyogo) fue un futbolista japonés que se desempeñaba como guardameta.
En 1955, Ikoma jugó 5 veces para la selección de fútbol de Japón.

## Trayectoria

### Clubes
| Club              | País  | Año         |
| ----------------- | ----- | ----------- |
| Mitsubishi Motors | Japón | 1955 - 1966 |

### Selección nacional
| Selección | País  | Año  |
| --------- | ----- | ---- |
| Absoluta  | Japón | 1955 |

## Estadística de equipo nacional
| Selección de Japón | Selección de Japón | Selección de Japón |
| Año                | Part.              | Goles              |
| ------------------ | ------------------ | ------------------ |
| 1955               | 5                  | 0                  |
| Total              | 5                  | 0                  |

## Palmarés

### Títulos nacionales
| Título             | Club          | País  | Año  |
| ------------------ | ------------- | ----- | ---- |
| Copa del Emperador | Kwangaku Club | Japón | 1953 |
| Copa del Emperador | Kwangaku Club | Japón | 1955 |